# Head of the Charles Regatta

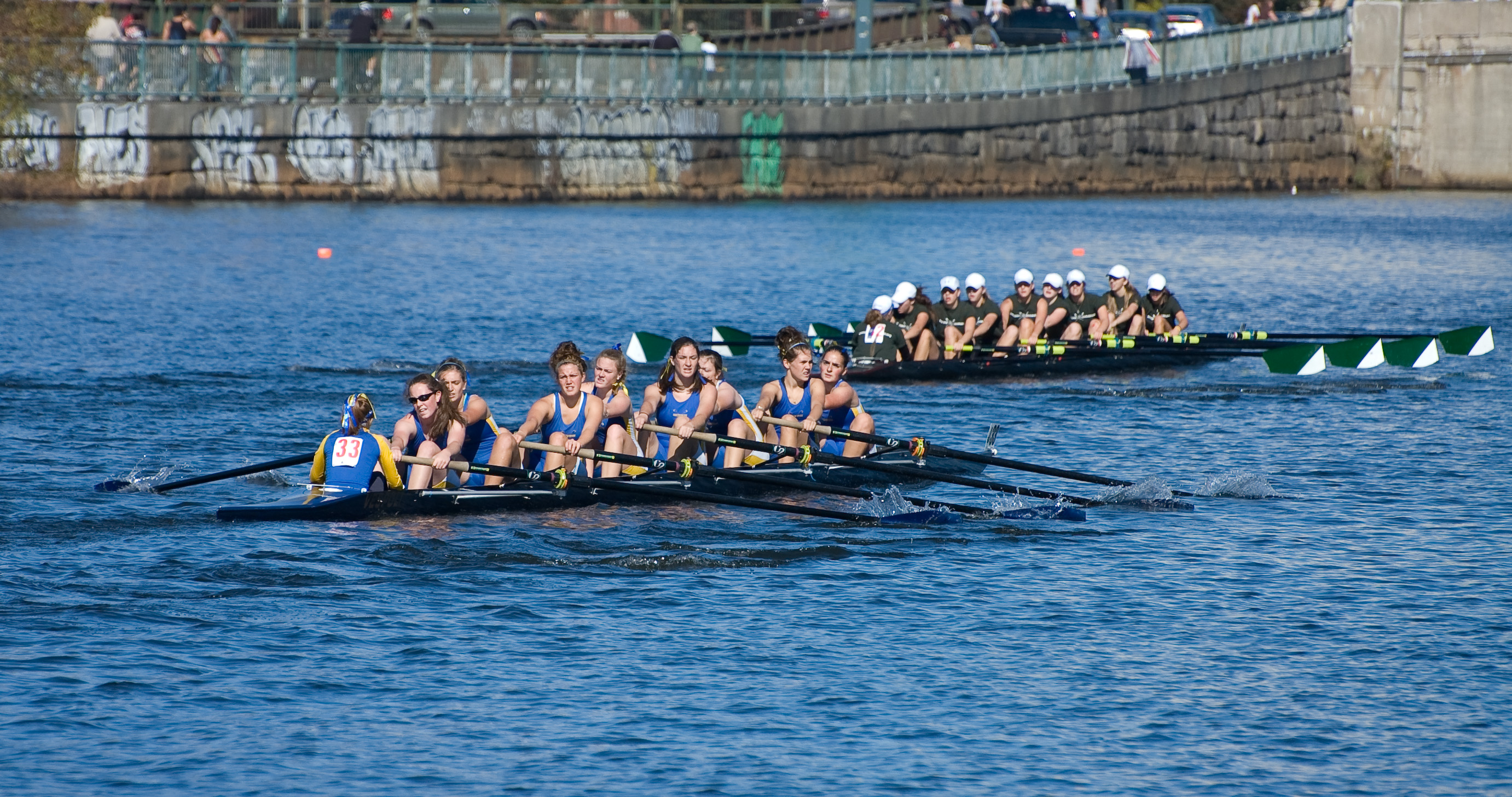
Regattageschehen beim HOCR mit zwei Frauen-Achtern im Jahr 2007

Die Head of the Charles Regatta (abgekürzt HOCR) ist eine jährlich im Oktober stattfindende Langstrecken-Ruderregatta auf dem Charles River in Boston und Cambridge. Nach eigenen Angaben ist sie mit rund 11.000 Teilnehmern und 400.000 Zuschauern die größte jährlich ausgetragene Wettkampfveranstaltung im Rudersport weltweit.

## Geschichte

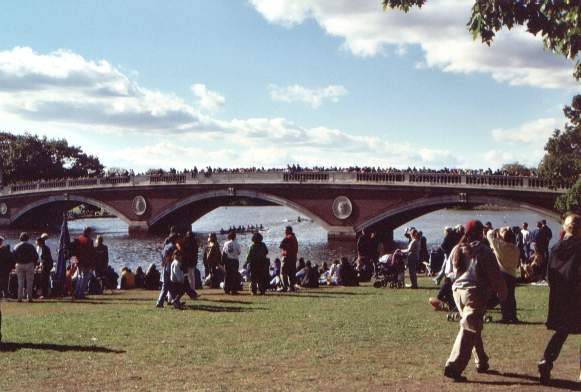
Zuschauer beim HOCR im Jahr 2002 an der John W. Weeks Bridge

Im Jahr 1965 entstand die Head of the Charles Regatta als kleines Trainingsrennen im Umfeld des Cambridge Boat Club (CBC) und der nahegelegenen Harvard University auf Betreiben von D’Arcy MacMahon, Howard McIntyre, Jack Vincent (alle CBC) und Ernest Arlett (Harvard). Als Vorbilder wurden die Head races (Verfolgungsrennen) in Großbritannien gesehen, insbesondere das Head of the River Race in London. Seitdem wird die Regatta jährlich in der zweiten Oktoberhälfte ausgetragen, wobei sie seit 1997 als zweitägige Veranstaltung durchgeführt wird. Ein Regattavorstand von 15 Personen leitet heute die Regattaorganisation, unterstützt von vier festangestellten Mitarbeitern beim CBC. Die Regattabezeichnung ist unterdessen eine eingetragene Marke des veranstaltenden Rudervereins.
Die Teilnehmer der Regatta kommen zu einem großen Teil von der US-Ostküste. Viele Mannschaften werden von Universitäten und Rudervereinen gemeldet, auch der nationale Ruderverband US Rowing meldet meist einige Auswahlteams in den unbeschränkten Bootsklassen („Championship“). Etwa 10 % der gemeldeten Boote kommen aus dem Ausland, einige auch aus Europa.
Durch die terminliche Positionierung im Oktober fällt die Regatta etwa in die Saisonpause der internationalen Spitzenruderer. In den letzten Jahren wurden deshalb regelmäßig sogenannte „Great Eights“ (etwa: „außergewöhnliche Achter“) gemeldet, in denen zahlreiche Spitzenruderer aus verschiedenen Nationen einmalig zusammen rudern. Im Jahr 2009 etwa saßen die meisten Einer-Ruderer des olympischen Einerfinals von 2008 zusammen in einem Achter, und gewannen trotz frühen Bootsschadens im Rennen deutlich vor der Konkurrenz. Mitglieder dieses Achters waren Iztok Čop, Olaf Tufte (der kurzfristig ersetzt werden musste), Ondřej Synek, Mahé Drysdale, Tim Maeyens, Alan Campbell, Lassi Karonen und Marcel Hacker. Im Jahr 2014 starteten zur 50. Ausgabe der Regatta gleich mehrere „Great Eights“: Einer zusammengesetzt aus Riemenruderern, ein weiterer mit Skullruderern, ein internationaler Leichtgewichts-Achter und einer im Frauen-Rennen.

## Strecke
Die Regatta wird auf dem Charles River im US-Bundesstaat Massachusetts flussaufwärts ausgetragen. Die Stadt Boston liegt dabei am Südufer und die Stadt Cambridge am Nordufer. Der Start findet fliegend in Höhe des Bootshauses der Boston University statt, während das Ziel zwischen der Eliot Bridge und dem Henderson-Bootshauses der Northeastern University liegt. Über die Distanz von rund 3 Meilen (rund 4,8 Kilometer) müssen diverse Kurven und sechs Brücken passiert werden:
- Eisenbahnbrücke der Bahnstrecke East Boston–Allston
- River Street Bridge
- Western Avenue Bridge
- John W. Weeks Footbridge
- Anderson Memorial Bridge
- Eliot Bridge

Die Einfahrten in die teilweise in Kurven gelegenen Brückenbogen sind dabei eine knifflige Aufgabe für Steuerleute und mit dem Fußsteuer arbeitende Ruderer.

## Format
Die Regatta wird als sogenanntes „Head race“ ausgetragen, also im Verfolgungsmodus. Alle etwa 15 Sekunden startet dabei eine Mannschaft fliegend von der Startlinie. Die Startreihenfolge wird in jeder Bootsklasse vor allem basierend auf dem Vorjahresergebnis festgelegt, wobei die vermeintlich schnellsten Teams zuerst starten. Einzelne potenziell starke Mannschaften können auch ohne Vorjahresergebnis vom Regattaveranstalter auf gute niedrige Startplätze gesetzt werden. Auf der Regattastrecke ist beiderseitiges Überholen erlaubt, sofern die Verkehrs- und Streckenlage das zulässt. Dabei geht grundsätzlich etwas Zeit verloren.
Aufgrund der hohen Teilnehmerzahlen von rund 10.000 Ruderern pro Jahr finden die Rennen eng getaktet über beide Tage des Regattawochenendes statt. Der erste Start findet dabei etwa gegen 8 Uhr morgens statt und nachmittags laufen Rennen bis etwa 17 Uhr. Mit wenigen Ausnahmen dürfen Teilnehmer nur an einem Rennen der Regatta teilnehmen, und nicht wie sonst üblich mehrere Rennen melden.

## Wertungen
Insgesamt werden bei der Head of the Charles Regatta derzeit 55 allgemeine Rennen ausgetragen, die durch 5 weitere Funktionärsklassen ergänzt werden. Alle Rennen werden allerdings in relativ wenigen Bootsklassen ausgetragen: Skuller können im Einer oder im Doppelzweier starten, während Riemenruderer im Vierer mit Steuermann oder im Achter an den Start gehen können. In den Funktionärsrennen werden zusätzlich ungesteuerte Doppelvierer eingesetzt. Hintergrund für die Nutzung gesteuerter Großboote ist der kurvige und mit engen Brückendurchfahrten gespickte Wettkampfkurs auf dem Charles River.
Für alle Bootsklassen sind verschiedene Rennen ausgeschrieben, wobei sich die Startberechtigung jeweils an verschiedene Kriterien gebunden ist. So existieren diverse Klassenrennen für Mastersruderer (von 40 bis über 70 Jahre), Universitätsmannschaften, Vereinsmannschaften, Alumni-Teams, Jugendmannschaften, Leichtgewichte und in der unbeschränkten Klassen. Diese wird als „Championship“ bezeichnet und hat das höchste Prestige, insbesondere die Einer und Achter. Vom Veranstalter wird für alle Klassen eine Liste mit Streckenrekorden geführt.

## Umsetzung während der Coronapandemie
In Folge der globalen COVID-19-Pandemie gaben die Veranstalter der Head of the Charles Regatta bekannt, diese 2020 nur virtuell stattfinden zu lassen. Für interessierte Teilnehmer wurde die Möglichkeit geschaffen, in einem bestimmten Zeitraum eine Strecke von 4702 m auf Ruderergometern sowie Ruderbooten auf heimischem Gewässer zurückzulegen und die gespeicherten Zeitwerde über ein spezielles Portal hochzuladen.